# Ludwig Heck
Ludwig Franz Friedrich Georg Heck (11 août 1860 - 17 juillet 1951) est un zoologiste allemand qui est directeur du zoo de Berlin de 1888 à 1931. Il est le père des zoologistes Lutz et Heinz Heck. Heck est un national-socialiste et le jour de son 80e anniversaire, il reçoit personnellement la médaille Goethe pour l'art et la science par Adolf Hitler. Heck contribue à une révision du Tierleben de Brehm et une espèce de singe, le macaque de Heck et une sous-espèce du pinson à longue queue Poephila acuticauda hecki portent son nom.

## Biographie
Heck est né à Darmstadt de Georg Heck, un enseignant. Il étudie au lycée de Darmstadt avant d'aller à l'Université de Strasbourg en 1878 suivi d'un été à l'école technique de Darmstadt. Suivant les souhaits de son père, il étudie également à l'Université d'État de Hesse, Giessen, puis s'installe à Berlin en 1880. Il se rend ensuite à Leipzig où il complète ses études doctorales auprès du parasitologue Rudolf Leuckart. Il obtient un doctorat en 1885-86 et obtient le poste de directeur au zoo de Cologne à partir de 1886. Pendant le peu de temps qu'il y passe, il améliore l'état du zoo et se forge une réputation. En 1888, il devient directeur du zoo de Berlin, succédant à Maximilian Schmidt (1885-1888) décédé subitement. Heck sert jusqu'en 1931, collectant des fonds pour la survie du zoo à travers de nombreuses périodes difficiles. Le zoo comptait 924 espèces d'oiseaux et de mammifères à la fin de 1890 et en 1914, il comptait 3 500 animaux de 1 500 espèces. Grâce à ses relations avec les officiers coloniaux allemands, il obtient de nombreux animaux, souvent capturés dans la nature, ainsi que, par exemple, un éléphant de forêt. Heck s'intéresse particulièrement au bien-être mental des singes. Heck est extrêmement populaire et écrit de nombreux articles. Il écrit des brochures pour enfants dans lesquelles il se fait appeler "Papa Heck". Il maintient des liens avec de nombreux zoologistes et scientifiques de l'époque, dont Hermann Klaatsch (de), Alfred Nehring, Bernard Altum, Otto Kleinschmidt, Wilhelm Bölsche et ses propres collègues Oskar Heinroth et Max Hilzheimer. Il est remplacé comme directeur du zoo de Berlin par son fils Lutz Heck. Heck est pendant son temps en tant que directeur du zoo de Berlin responsable de sa survie bien qu'il ait résisté au passage au modèle de Carl Hagenbeck consistant à éviter les cages et à utiliser les douves,.

## Vie privée
Heck épouse Margarete Nauwerk de Cologne et ils ont deux filles et leurs fils Lutz et Heinz. Heck est un ami de nombreuses personnalités politiques. Dans un article de 1938 sur l'homme et la nature, il écrit sur « notre bouleversement puis notre renaissance, notre Führer exceptionnel et ses assistants à peine moins exceptionnels ont enlevé un poids réel de mes épaules, en ce qu'ils ont organisé notre État - le premier au monde ! — sur la base des sciences naturelles, sur la base du sang et du sol » et il note en outre que ses fils le considèrent comme un « national-socialiste » avant même que le mot n'ait été inventé. Son fils Lutz, est membre du parti national-socialiste et ami de chasse de Hermann Göring. Un buste est fait de lui au zoo de Berlin en 1954 et dévoilé par Katharina Heinroth malgré les menaces des manifestants anti-nazis. Il est membre de l'Académie Léopoldine à partir de 1895. Sa femme est décédée en 1950 et il est décédé à Munich le 17 juillet 1951, ce qui aurait été leur 63e anniversaire de mariage.
Heck contribue à la quatrième édition du volume sur les mammifères du Tierleben de Brehm (1911).